# 走る喫茶室

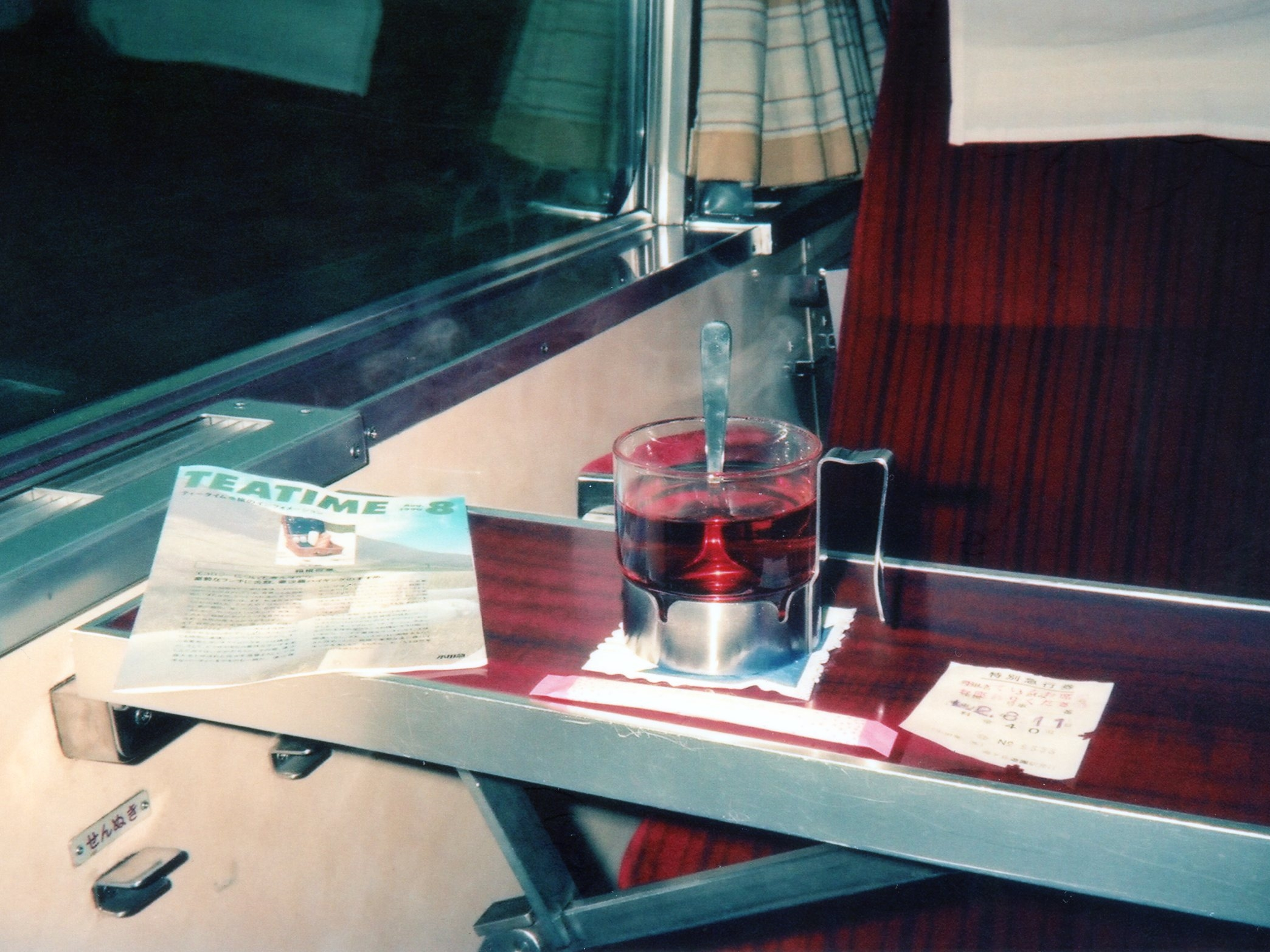
小田急ロマンスカー「走る喫茶室」で提供されていた紅茶（3100形NSE車の車内にて）

走る喫茶室（はしるきっさしつ）は、かつて小田急電鉄（小田急）が運行する特別急行列車（小田急ロマンスカー）の車内において提供されていた、シートサービスの名称である。
1949年に開始されたサービスで、小田急ロマンスカーの特徴の1つとして定着していたが、1995年3月にサービスは終了となった。その後は通常のワゴンによる車内販売サービスであるワゴンサービスが行われたのち、2005年に一部のロマンスカーで同様のシートサービスが復活したが2016年3月にふたたび廃止となった。
サービスが提供されていた当時、三井農林（日東紅茶）の車内サービス係員を「スチュワーデス」、森永エンゼルの車内サービス係員を「コンパニオン」と呼称していたことに倣い、本項も表記する。

## 沿革

### 導入の経緯
小田急の前身となる小田原急行鉄道は、戦前に新宿から小田原までノンストップで運行する「週末温泉急行」を運行しており、この車内で湯茶を提供したといわれるが真偽は定かではない。
戦後に、小田急は1948年10月から箱根へ観光客を輸送する特急列車の箱根特急を運行開始していた。運行開始当初はロングシートの1600形の座席にシートカバーをかけて、灰皿を並べただけであったが、1949年からクロスシートを装備した特急用車両として1910形を導入した。
当時、特急列車内における乗客サービスを検討して「お茶でも出せないか」という案や「乗客全員に紅茶とケーキを提供する」という案もあったが、特急券を購入した乗客に対する物品提供は規則上不可能であった。そこで車内で飲料と軽食を販売することになり、乗車時間や車両編成も短いことから、食堂車は連結せずに車内で喫茶カウンターを設けて、飲料と軽食を座席まで届ける形態のシートサービスを行うこととした。
小田急は森永製菓・明治製菓・三井農林にシートサービスの営業について打診したが、採算性の問題から次々と断られた。新宿中村屋から車内販売を行ってもよいという意思表示を得たが、販売員を女性のウェイトレスではなく男性のウェイターが務める提案であったためまとまらなかった。最終的には日東紅茶が、採算を離れて紅茶の普及宣伝として担当することになった。こうした経緯から、当時の三井農林の担当部署は「PR課」であった。

### 営業開始
1910形が3両編成となった1949年8月20日より、ロマンスカーの車内で「走る喫茶室」と称するシートサービスの営業が開始された。当時は第二次世界大戦後の復興途上で都市部でも喫茶店は数多くなく、喫茶店と同様のサービスが列車の中で提供されることが、食堂車と違う斬新さで人気となった。
1910形は車端部に喫茶カウンターが設けられたが、1951年に登場した1700形は喫茶カウンターの面積が拡大して客室中央部に設置され、1955年に運行開始した2300形はさらに面積が拡大された。当初は車内の湯沸しに炭火コンロを使用していたが、車内の湯沸しが電化されたのは、1910形に電動発電機を搭載した時からとする説と2300形からとする説が存在する。
1951年夏季から運行開始した特殊急行「納涼ビール電車」は日本麦酒が運営するビアホール「新宿ライオン」が担当し、車内の喫茶カウンターにビヤ樽を積載して車内で生ビールを販売した。1955年から運行を開始した御殿場線直通の特別準急は、小田急サービスビューロー（現・小田急商事）が担当した。

### 特徴的なサービスとして定着

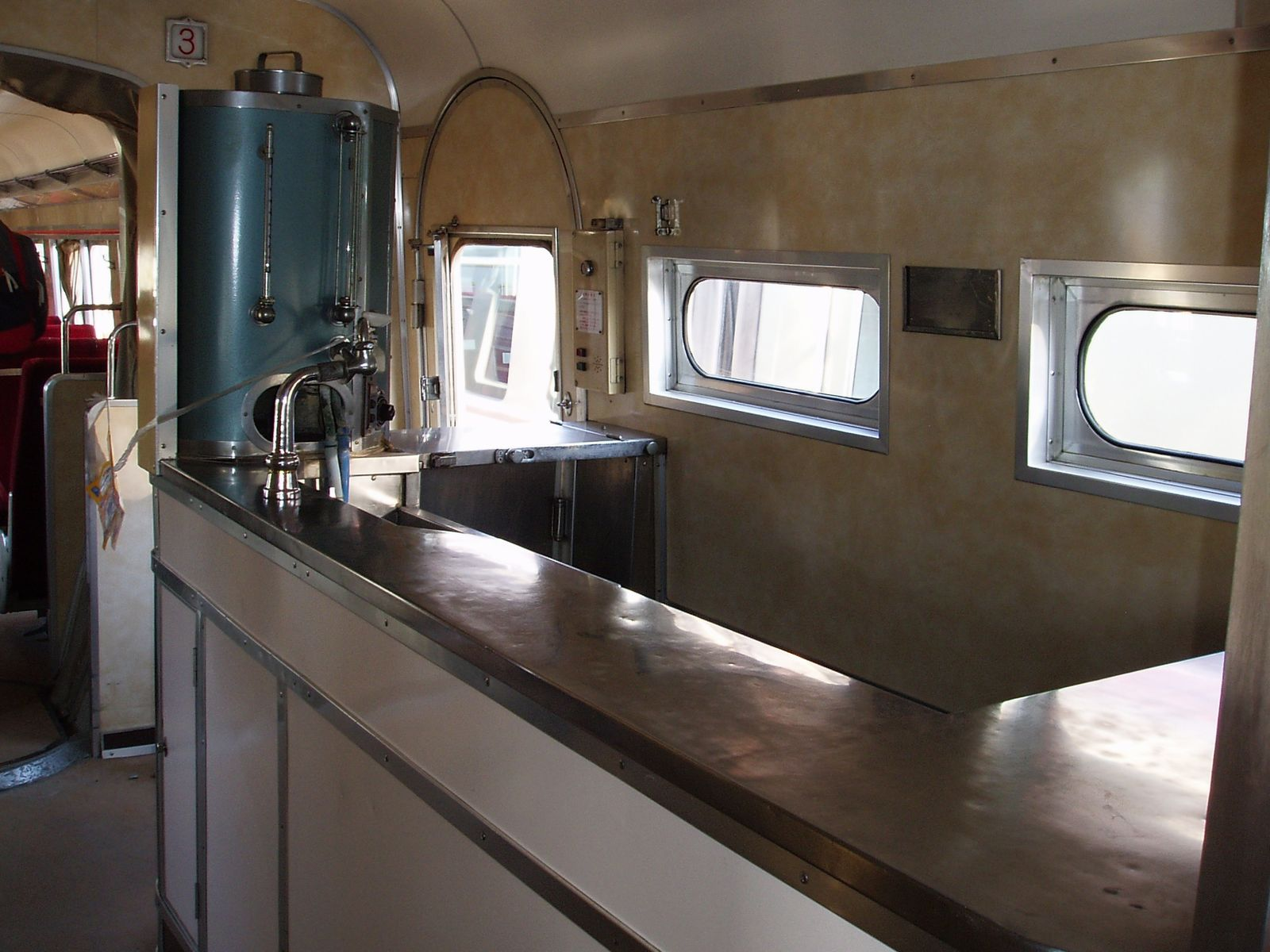
SE車の喫茶カウンター

1957年に登場した3000形SE車は8両連接車となり、車内の喫茶カウンターは編成中2箇所に設けられた。1963年に3100形NSE車が登場すると箱根特急が30分間隔の運行となり、途中駅に停車する特急の設定や江ノ島線特急の増発などに伴い、日東紅茶だけでは対応できなくなった。このため再び森永製菓へシートサービスの営業について打診し、NSE車の登場と同時に森永エンゼルが宣伝を兼ねて「走る喫茶室」のサービスに加わった。日東紅茶も運行本数の増加に伴い新宿の拠点だけでは賄いきれず、小田原にも拠点が設けられた。御殿場線直通列車も1968年にSE車による運行に変わってから、森永エンゼルが「走る喫茶室」のサービスを提供した。
1970年代までに、通勤利用者を目的とした列車を除いてほぼ全列車でサービスが提供された。1981年には「走る喫茶室」のスチュワーデス役を古手川祐子が演じるテレビドラマ『想い出づくり。』（TBS）が制作されるなど、「走る喫茶室」は小田急ロマンスカーの特徴的なサービスとなった。
1980年に登場した7000形LSE車ではカウンターで喫食は提供せず、カウンター前は一般客が通行する通路であるため、保健所から「客室と仕切ることが望ましい」との指導を受けてガラス扉で客室と仕切ることになった。1987年に登場した10000形HiSE車は、出入り台とも仕切られた。このHiSE車は注文から提供までの迅速化を図るため、日本初となる列車内でのオーダーエントリーシステムが採用された。

### サービス終了へ
1991年3月16日から運行を開始した20000形RSE車/371系による「あさぎり」は、グリーン車でシートサービスに対応したスチュワーデスコールボタンを設置したものの、普通車は「走る喫茶室」のようなシートサービスではなくワゴンサービスとなった。当時のロマンスカーの利用者層は通勤やビジネスの他に、買い物など観光以外の日常利用や途中駅までの区間利用が増加し、注文を受けて各座席へ品物を届けるサービスが提供しづらくなっていた。
このため、サービス開始当初から担当していた日東紅茶が1993年に撤退し、1995年には森永エンゼルも撤退することになり同年3月をもって「走る喫茶室」のサービスは終了した。

### VSE車で復活、そして再び終了へ

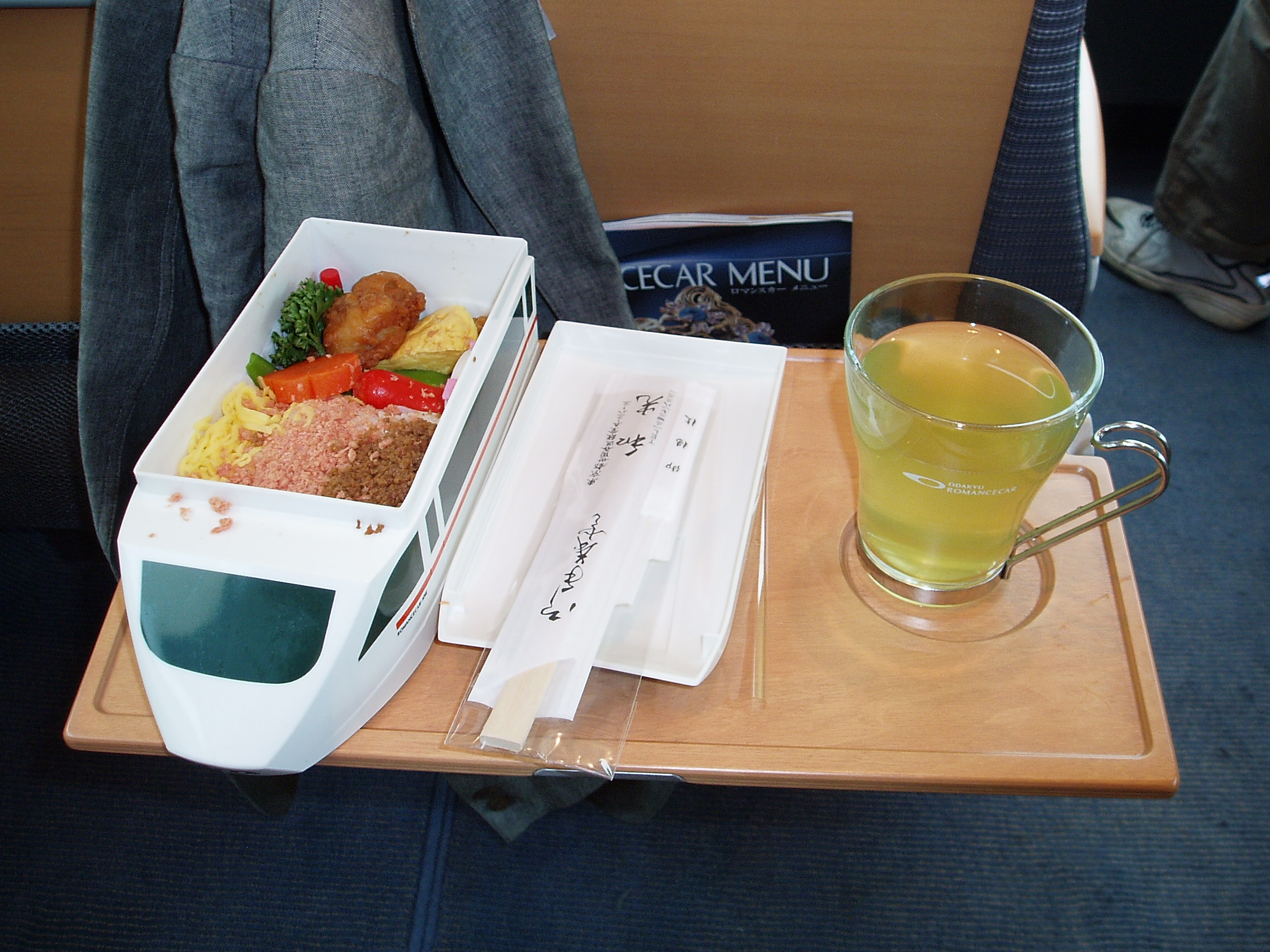
VSE車運用列車における「走る喫茶室」と同様のシートサービス

「走る喫茶室」のサービスが終了した後は小田急レストランシステムがワゴンサービスを提供していたが、2005年に登場した50000形VSE車は「リゾートホテルのような列車」を目指す観点から飲食サービスは欠かせないものとされ、VSE車運用列車に限り10年ぶりにシートサービスを復活し、注文の迅速化のために無線LANを使用したオーダーエントリーシステムを導入した。

以来10年にわたってリゾート特急を印象づけるサービスとして親しまれたが、2016年3月26日のダイヤ改正に伴い、それまでの箱根特急30分ヘッドと小田原・御殿場（・江ノ島）特急の60分ヘッドを組み合わせた体勢から、両者混合による20分ヘッドへと体勢が大きく変わることになった。スピードアップなしで運転間隔のみを変更するダイヤ状況は、VSE車のみ特化したサービスを提供することが難しくなることから他形式と同じワゴンサービスに統一され、再びシートサービスは終了した。

## サービス体制
サービスの開始時は全列車を日東紅茶が担当した。その後、森永エンゼルの参入時に日東紅茶がNSE車運用列車を担当し、森永エンゼルはSE車運用の列車を担当した。メニューは両社で異なっており、日東紅茶はサンドイッチやクールケーキが名物で、森永は自社の甘味が充実し特にココアが人気だった。乗務体制はLSE車の導入時に、特急増発や車両運用の対応を理由として変更され、車種に関わらず箱根特急を日東紅茶が、それ以外の特急を森永エンゼルが担当した。1982年7月のダイヤ改正から、一部の箱根特急でも森永エンゼルが担当した。
スチュワーデスおよびコンパニオンの業務内容は、始発駅を発車後にメニューと紙おしぼりを配布し、注文をうけた商品を座席へ届けるほかに、駅到着時は乗降扉の開閉を行い、折り返し駅で車内清掃や座席の回転も行っていた。NSE車までの特急車両では扉は全て手動であったために扉数だけ扉扱い要員を要し、1987年時点の日東紅茶が担当するNSE車・LSE車運用列車は、1列車に11名のスチュワーデスが乗務していた。日東紅茶は11両連接車の特急車両を担当していたため、スチュワーデスの乗務体系も比較的単純であったが1列車に22名のスチュワーデスが乗務する列車も存在した。森永エンゼルはNSE車やLSE車以外にも、SE車（5両連接車）やSE車重連（5両連接車×2）などのさまざまな車種を担当し、コンパニオンの乗務人数も細かく設定されていたため乗務体系が複雑であった。
新宿ライオンが担当した特殊急行「納涼ビール電車」は、ビヤ樽が重量物であるために男性係員がカウンターを担当していたが、車内サービスを担当する係員は浴衣姿の女性が担当していた。小田急サービスビューローが担当した特別準急は1 - 2名程度の車内販売員が乗務していた。
小田急レストランシステム・ジェイダイナー東海によるワゴンサービスは、1列車あたり5名から6名のスチュワーデスが乗務した。これはシートサービスが行われるVSE車でも同様の人数である。